# Domenico Marcario
Domenico Marcario, né le 24 mars 1979, à Montréal, au Canada, est un ancien joueur et entraîneur canado-italien de basket-ball. Il évolue au poste de meneur.

## Palmarès
- Champion de France 2007
- Semaine des As 2007
- Champion Valaisan U20 de basket-ball 2018-2019